# (36466) 2000 QR22
2000 QR22 (asteroide 36466) é um asteroide da cintura principal. Possui uma excentricidade de 0.19145180 e uma inclinação de 1.96436º.
Este asteroide foi descoberto no dia 25 de agosto de 2000 por LINEAR em Socorro.